# Our Times
Pour plus de détails, voir Fiche technique et Distribution.
Our Times (我的少女時代, Wo de shao nu shi dai) est une comédie romantique taïwanaise réalisée par Frankie Chen et sortie en 2015 en Asie.
Elle totalise 84,4 millions US$ de recettes au box-office pour un budget de 2,7 millions US$.

## Synopsis
Lin Zhen-xin (Joe Chen), une employée de bureau ordinaire menant une vie stressante, est déprimée et écoute la cassette d'une vieille chanson d'Andy Lau. Cela la ramène à l'époque du lycée, lorsqu'elle était une lycéenne moyenne, qui idolâtrait Lau et menait une vie simple et insouciante. Elle avait le béguin pour Ouyang Fei-Fan (Dino Lee (en)), l’élève le plus populaire de l'école, et avait deux bonnes amies.
Un jour, Lin (Vivian Sung), âgée de 17 ans, reçoit une chaîne de lettres, l'avertissant d'un destin imminent si elle ne passe pas le message. Naïvement, elle le transmet à Hsu Tai-yu (Darren Wang (en)), le meneur des voyous de l'école, à son professeur de mathématiques et à Tao Min-min (Dewi Chien (en)), la fille la plus populaire de l'école. Alors que Tai-yu lit la lettre, il est renversé par une voiture. Après avoir réprimandé l'expéditeur de la lettre, Tai-yu, en colère, fait de Zhen-xin son « amie » et la force à faire des courses pour lui en échange de laisser Ouyang tranquille, faisant d'elle une bonne à tout faire.
Par hasard, Zhen-xin surprend accidentellement une conversation entre Min-min et Ouyang et découvre qu'ils entretiennent une relation secrète. Déprimée, elle s'allie avec Tai-yu, qui aime Tao Min-min, pour séparer le couple. Au fil des événements, Zhen-xin et Tai-yu commencent à mieux se comprendre et leur amitié évolue à mesure qu'ils commencent à apprendre une ou deux choses sur le véritable amour. Finalement, ils développent des sentiments l'un pour l'autre.
Tai-yu découvre plus tard qu'il a un caillot de sang dans le cerveau, causé par l'accident de voiture et exacerbé par ses fréquentes bagarres et chutes. Ses parents décident de l'envoyer à l'étranger, laissant Zhen-xin sans aucun moyen de le contacter à une époque où il n'y a pas de réseaux sociaux.
18 ans plus tard, Zhen-xin quitte son travail et sa relation malheureuse après s'être redécouverte. Elle est toujours incapable de réserver un billet pour un concert d'Andy Lau qui doit avoir lieu à Taipei, mais le destin intervient et fait de Lau le lien par lequel Lin Zhen-xin et Hsu Tai-yu (Jerry Yan) se retrouvent à l'âge adulte.

## Fiche technique
- Titre original : 我的少女時代
- Titre international : Our Times
- Réalisation : Frankie Chen
- Scénario : Sabrina Tseng
- Musique : Hou Chih-chien
- Production : Yeh Ju-fen
- Société de production : Focus Films (en), Hualien Media International (en) et Huace Pictures (Tianjin)
- Société de distribution : Hualien Media International (en)
- Pays d'origine :  Taïwan
- Langue originale : mandarin
- Format : couleur
- Genre : comédie romantique
- Durée : 134 minutes
- Dates de sortie :
  -  Taïwan : 13 août 2015
  -  Hong Kong et  Macao : 15 octobre 2015
  -  Malaisie et  Singapour : 22 octobre 2015
  -  Chine : 19 novembre 2015
  -  États-Unis : 20 novembre 2015
  -  Corée du Sud : 12 mai 2016
  -  Japon : 26 novembre 2016

## Distribution
- Vivian Sung : Lin Zhen-xin jeune
  - Joe Chen : Lin Zhen-xin adulte
- Darren Wang (en) : Hsu Tai-yu jeune
  - Jerry Yan : Hsu Tai-yu adulte
- Dino Lee (en) : Ouyang Fei-fan
- Dewi Chien (en) : Tao Min-min
- Ian Chen (en) : Ying Mu/Sakuragi
- Tsai Yi-chen (en) : Ho Mei, le meilleur ami de Cheng-hsin
- Chung Hsin-ling : la mère de Lin
- Andy Lau : lui-même

## Production
Our Times est le premier film réalisé par Frankie Chen, qui est à l'origine productrice de séries télévisées taïwanaises.

## Sortie
En dehors de Taïwan, Our Times sort à Hong Kong et Macao le 15 octobre 2015. Il sort ensuite simultanément dans les salles de Singapour et Malaisie le 22 octobre 2015,, puis en Chine le 19 novembre 2015.
Hors d'Asie, Our Times est projeté lors du Festival international du film asiatique Reel de Toronto (en) le 8 novembre 2015.
Our Times est souvent comparé au film d'amour de 2011 You Are the Apple of My Eye, qui comporte une intrigue romantique semblable à l'école et prend place à la même époque (les années 1990),. Associated Press caractérise le film comme la « version féminine » de You Are the Apple of My Eye. Cependant, le réalisateur et les acteurs rejettent cette comparaison, le réalisateur Chen s'interrogeant : « Comment ma jeunesse peut-elle être la même que celle de quelqu'un d'autre ? »,.

## Accueil

### Box-office
À la date du 20 janvier 2016, le film avait généré des recettes de 84,4 millions US$ dans le monde entier, son plus grand territoire étant la Chine continentale avec 54,8 millions US$.
Our Times est entraîné dans un litige au box-office lorsque la Taipei Theatre Association, qui publie des données du box-office, cesse de les publier peu de temps avant la sortie de ce film. Malgré l’absence de données officielles au box-office, le distributeur du film, Hualien Media International (en), annonce publiquement que le film est en tête du box-office taïwanais. Cela conduit à des accusations selon lesquelles Hualien International Film, qui compte parmi les propriétaires des plus grandes chaînes de cinéma taïwanaises, Ambassador et Showtime, aurait délibérément stoppé la publication des résultats du box-office afin de pouvoir fausser les annonces sur son exploitation.
En dépit de la dispute sur le film au box-office brut, Our Times a bien marché au box-office taïwanais. Le film rapporte plus de 5 000 000 NT$ en avant-première avant sa sortie officielle en salles. Au cours de sa première semaine à Taiwan, le film récolte un total de plus de 100 millions NT$ de recettes brutes. Au 13 octobre, le film a rapporté plus de 156 millions NT$ à Taïwan.
Our Times marche également bien à Singapour, remportant le titre de champion du box-office en seulement deux semaines.
Lors de ses quatre premiers jours au box-office chinois, le film rapporte 110 millions de yuan. C'est le film taïwanais le plus rentable au box-office chinois.

### Critiques
Our Times reçoit des critiques mitigées. Le South China Morning Post lui donne la note de 3 étoiles sur 5. Il décrit la trame du film comme « une affaire de saccharine excessive » et invite les téléspectateurs à « tout simplement aller le voir pour recevoir une vague de sentiments ». Cependant, il ajoute que « la fin du conte de fées pourrait sembler extrêmement cathartique aux personnes déjà converties ». De même, Ho Yi du Taipei Times critique l'intrigue du film, affirmant qu'il « devient parfois répétitif, sans ajouter de nouveau sens au récit ». Cependant, Yi félicite les acteurs, en particulier Vivan Sung, qu'elle complimente comme « jouant bien son rôle avec un effet comique mais sans caricaturer son personnage ». Yi estime également que la réalisatrice a fait du bon travail avec son souci du détail de l'époque dans laquelle le film est censé se dérouler.
À Singapour, le New Paper attribue au film une note de 5 sur 5, le décrivant comme « une combinaison irrésistible de nostalgie, d'humour et d'émotions sincères » et le louant pour « capturer les sentiments aigre-doux de l'amour de jeunesse ».

### Récompenses et nominations
| Prix                                  | Catégorie                    | Récipiendaire                               | Issue      |
| ------------------------------------- | ---------------------------- | ------------------------------------------- | ---------- |
| 52e cérémonie des Golden Horse Awards | Meilleure actrice            | Vivian Sung                                 | Nomination |
| 52e cérémonie des Golden Horse Awards | Meilleur nouveau réalisateur | Frankie Chen                                | Nomination |
| 52e cérémonie des Golden Horse Awards | meilleure bande originale    | Xiao Xing-Yun (小幸運) (A Little Happiness) | Nomination |

Le 20 août 2016, A Little Happiness, interprété par Hebe Tien, est vu 100 millions de fois sur YouTube, faisant d'elle la première chanteuse de langue chinoise avec plus de 100 millions de vues.